# Стивънтън
Стивънтън (на английски: Steventon) е село в графство Хампшър в Англия с население около 250 души.
Разположено е на 11 километра югозападно от гр. Бейзингстоук, между селата Оувъртън, Оукли и Северен Уолтъм, в близост до изход 7 на магистрала М3.
Стивънтън е известен най-вече като родното място на писателката Джейн Остин, която живее там до 1801 г., когато семейството ѝ се премества в гр. Бат. Въпреки че енорийската къща, в която тя пише Гордост и предразсъдъци, Абатството Нортангър и Разум и чувства, е съборена около 1824 г., на мястото все още стои липата, за която се смята, че е посадена от брат ѝ Джеймс Остин, когато той поема поста на енорийски свещеник от баща им.
Църквата от ХІІ в., в която семейството се черкува, е почти непокътната. В нея могат да се видят мемориални плочи на Джеймс Остин, племенника Уилям Найт и семействата им, както и на сем. Дигуийд, което наема имението Стивънтън по онова време. В гробището на църквата са погребани всички бивши собственици на имението.

## Управление
Селото е община, обособена част от района Овертън-Лейвърстоук-Стивънтън, в избирателен район Бейзингстоук-енд-Дийн, област Хемпшир.